# Recitere
Recitere (fra latin recitare læse op, forelæse) betyder at fremsige på en højtidelig, kunstnerisk eller rytmisk messende måde.